# Чиркова, Евгения Евгеньевна
Евгения Евгеньевна Чиркова (урождённая Евгения Косинова; род. 29 октября 1974, Краснодар) — российская актриса и певица. Наиболее известна по ролям в телесериалах. Актриса Театра на Малой Бронной.

## Биография
Родилась 29 октября 1974 года в Краснодаре.
После школы поступила в музыкальное училище им. Римского-Корсакова, успешно его окончила. Позже окончила Краснодарский государственный университет культуры и искусств по специальности «Режиссёр телерадиопередач». Работала на краснодарском телевидении ведущей. В 2002 году была номинантом на премию «ТЭФИ-регион» в категории «Лучший информационный ведущий». На этом конкурсе она была замечена входившим в жюри генеральным директором ВГТРК Олегом Добродеевым, который пригласил её в Москву на должность ведущей программы «Вести» в рамках программы «Доброе утро, Россия» на канале «Россия» с 9 сентября 2002 до 31 августа или 7 сентября 2003 года. 
С 2003 по 2005 год вела информационную программу «Сегодня» на телеканале НТВ.
В 2005 году вела «Новости» на бизнес-канале РБК.
С 2005 по 2006 год работала на радио «Хит FM».
После того, как в 2006 году дважды приглашали на эпизодические роли в сериалы («Не родись красивой» и «Молодые и злые»), она решает сделать карьеру актрисы. В 2006 году поступает, а в 2010 году оканчивает Российский университет театрального искусства (мастерская С. Голомазова) по специальности «Актёр драматического театра и кино». Служит в Театре на Малой Бронной.
Снялась в большом количестве телесериалов на заметных ролях, в нескольких — в главных ролях. Неоднократно исполняла песни в телесериалах. 
В 2008—2012 годах играла главную роль в сериале «Обручальное кольцо». В 2014 году исполнила главную роль певицы в сериале «Холодный расчёт».
В 2015 году по версии независимого журнала о кино «25-й кадр» вошла в Топ-100 самых красивых отечественных актрис, заняв 47 строчку.

## Личная жизнь
Первым её мужем был Святослав Чирков. От первого брака есть дочь Ника Чиркова.
С будущим мужем кинопродюсером Дмитрием Владимировичем Белосоховым (род. 8 мая 1976), познакомилась ещё в Краснодаре, когда она работала ведущей новостей, а он — телеоператором. Потом они вместе уехали в Москву — после конкурса ТЭФИ-регион Евгению пригласили вести новости на канале Россия, а Дмитрий поступил на курсы кинопродюсеров к Александру Акопову. Поженились 23 июня 2006 года. 15 марта 2010 года родилась дочь Ева Белосохова, но через несколько лет Чиркова и Белосохов развелись.

## Фильмография
| Год       |     | Название                              | Роль                                         |
| --------- | --- | ------------------------------------- | -------------------------------------------- |
| 2005—2006 | с   | Не родись красивой                    | Анжелика                                     |
| 2006      | с   | Молодые и злые                        | Мария                                        |
| 2007      | мтф | Эксперты (фильм 5-й «Взлёт запрещён») | эпизод                                       |
| 2007—2008 | с   | Принцесса цирка                       | Саша                                         |
| 2008—2010 | с   | Обручальное кольцо                    | Евгения Чеботарёва                           |
| 2010      | с   | Анжелика                              | Милена                                       |
| 2010      | с   | Наши соседи                           | Анастасия, наркобаронесса                    |
| 2011      | мтф | Заложники любви                       | Вера                                         |
| 2012      | с   | Бедные родственники                   | Дарья Колоскова, певица                      |
| 2012      | с   | Детка                                 | Люся                                         |
| 2012      | с   | Одиссея сыщика Гурова                 | Лариса Некрасова                             |
| 2012      | с   | Особый случай (22-я серия «Шантаж»)   | Алла Михайловна Залоева, директор автосалона |
| 2012      | с   | Не плачь по мне, Аргентина!           | Ковалёва                                     |
| 2013      | тф  | Везучая                               | Катя                                         |
| 2013      | с   | Дети Водолея                          | певица в ресторане                           |
| 2013      | с   | До смерти красива                     | Ирина Журавлёва                              |
| 2013      | с   | Операция «Кукловод»                   | Арина Мишанькина                             |
| 2013—2015 | с   | Особый случай                         | Ольга, директор агентства                    |
| 2014      | с   | Холодный расчёт                       | Рита (Марта Вейро), певица                   |
| 2014      | с   | Хроники ломбарда                      | Мария                                        |
| 2019      | с   | Эпидемия                              | администратор                                |

## Песни
| Год  | Название                                                                                            |
| ---- | --------------------------------------------------------------------------------------------------- |
| 2007 | Обручальных колец золото                                                                            |
| 2008 | Лети (саундтрек к сериалу «Обручальное кольцо»)                                                     |
| 2012 | «Мой незнакомый знакомый мой друг» (романс к кинофильму «Бедные родственники»; звучит в 11-й серии) |

## Номинации и награды
- Номинация на премию «ТЭФИ-регион 2002» в категории «Лучший информационный ведущий»
- Приз «За лучшую женскую роль» на I театральном фестивале «Московская обочина» (2011), спектакль «Человеческий голос» Театра на Малой Бронной